# Arnold Pierret
Pour les articles homonymes, voir Pierret.
Arnold Pierret est un gymnaste belge du début du XXe siècle.

## Biographie
Arnold Pierret fait partie de l'équipe de Belgique qui remporte la médaille de bronze en système suédois par équipes aux Jeux olympiques d'été de 1920 se tenant à Anvers.